# Syspira longipes
Syspira longipes là một loài nhện trong họ Miturgidae.
Loài này thuộc chi Syspira. Syspira longipes được Eugène Simon miêu tả năm 1895.